# Archaeolambda
Archaeolambda is een geslacht van uitgestorven zoogdieren behorend tot de Pantodonta en het kwam in het Paleoceen voor in Azië. 
Archaeolambda was vermoedelijk een omnivoor en het was ten opzichte van latere verwanten relatief klein. Deze pantodont had klauwen en mogelijk was Archaeolambda boombewonend. Fossielen zijn gevonden in Mongolië en de Volksrepubliek China. De vondsten dateren uit het Shanghuan (66 tot 63,3 miljoen jaar geleden), het eerste deel van het Paleoceen in Azië.